# Arnold Subeb
Arnold Subeb (* 30. Oktober 1981 in Tsumeb, Südwestafrika) ist ein ehemaliger namibischer Fußballtorwart und Nationalspieler.

## Laufbahn
Arnold Subeb begann seine Laufbahn bei Chief Santos seiner Heimatstadt Tsumeb. Zur Saison 2002/03 wechselte er zum Windhoeker Club Black Africa. Während der Qualifikation zur Fußball-Afrikameisterschaft 2004 stand er erstmals im Tor der Nationalmannschaft und wurde im gleichen Jahr vom Namibia Sport Magazin zum Fußballer des Jahres gewählt. Von 2011 bis zu seinem Karriereende 2014 war er Stammtorhüter der namibischen Fußballnationalmannschaft.